# Valet

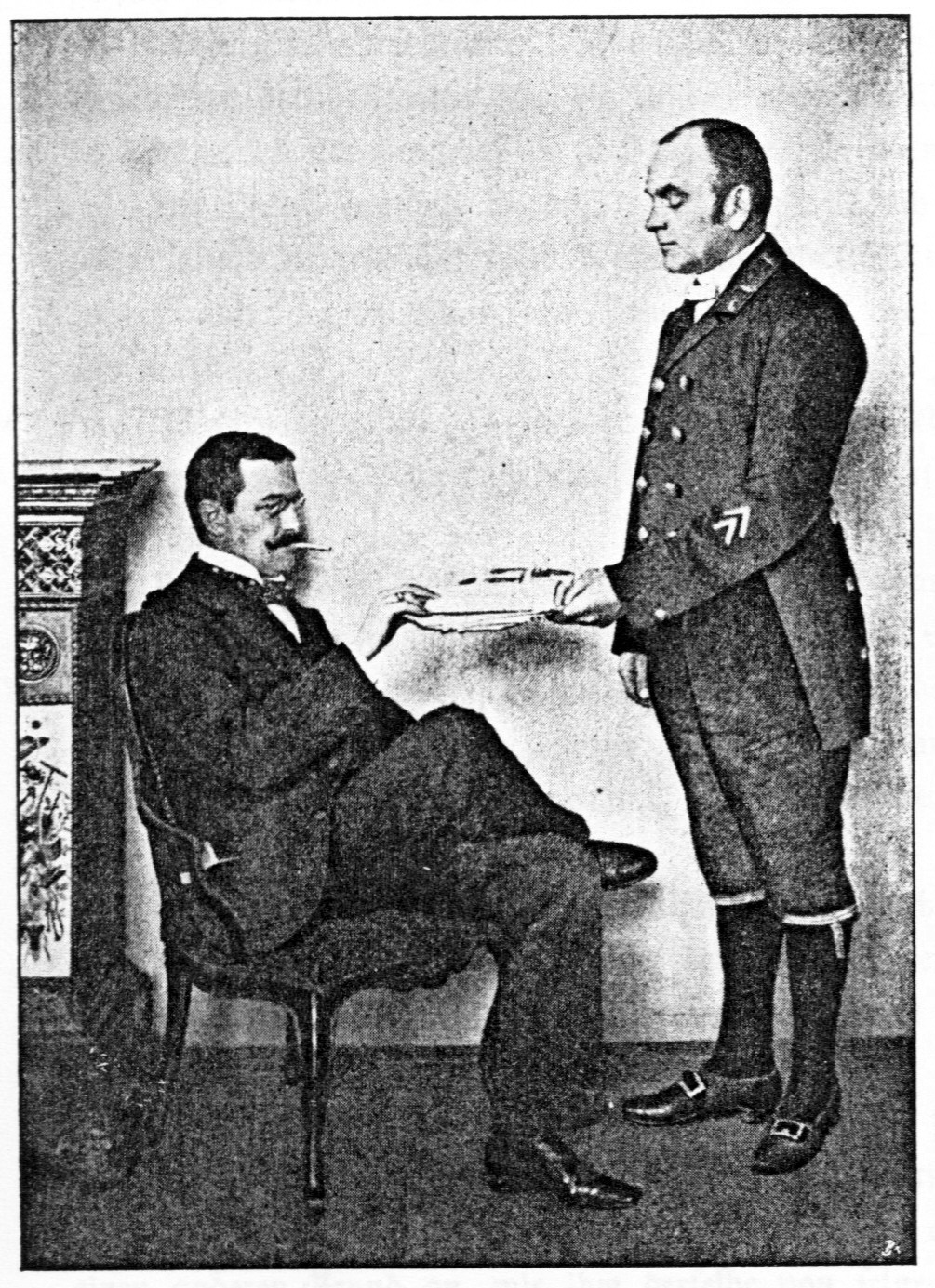
Valete servindo a um cavalheiro

Valet ou valete designa um empregado dedicado a servir como atendente pessoal a seu empregador.

## Origem da palavra
Em inglês, valet como um assistente pessoal é registrado desde 1567, apesar de o uso do termo na corte inglesa medieval ser mais antigo, e a variante varlet é citada desde 1456, de acordo com o Dicionário Oxford. Ambos são assimilações do francês valet (com o t mudo no francês) ou varlet, variante do francês antigo vaslet "empregado do homem", que originalmente significava "jovem". Supõe-se que o termo é derivado ainda do galo-românico vassellittus, "jovem nobre, servente", diminutivo do latim medieval vassallus, de vassus, "empregado".
Empregados domésticos masculinos eram um artigo de luxo e tradicionalmente ganhavam mais que as empregadas da casa. Um valet era um empregado treinado para servir seu patrão, mantendo suas roupas limpas e organizadas, cumprindo afazeres domésticos leves, pagando suas contas, organizando viagens e preparando seu banho. Diferentemente de um mordomo, que servia a uma casa, o valet servia a uma patrão específico.

## Manobrista
Em português, o termo é mais comumente utilizado para manobristas de carro ou para serviços de manobrista em restaurantes, lojas, bares, restaurantes e shopping centers. O serviço pode ser oferecido como cortesia aos clientes ou pago. Este significado deriva do termo em inglês parking valet, que tem exatamente o mesmo sentido.

## Wrestling
No wrestling profissional, valet significa uma wrestler feminina que acompanha wrestlers masculinos no ringue. Ela serve como uma animadora e incentivadora na luta.
É geralmente uma lutadora de wrestling, que atua como "camareira". A mais famosa da WWE nos últimos anos foi Cherry, como valet de Deuce e Domino.

## Jóquei
Um valet é um empregado que prepara as roupas do jóquei e garante que os cavalos de corrida recebam os uniformes adequados antes de uma corrida.

## Valets famosos
- Jeeves, criado em 1915 por P. G. Wodehouse, aparece em várias histórias do escritor até a morte de Wodehouse em 1975; Reginald Jeeves é considerado a personificação do valet perfeito. O nome inspirou a ferramenta de busca online Ask Jeeves.
- Alfred Pennyworth, valet de Bruce Wayne, também conhecido como Batman, criado por Bob Kane.
- Kato, valet do Inspetor Clouseau e seu parceiro nas artes marciais nos filmes da Pantera Cor-de-Rosa.
- Passepartout, no romance de Júlio Verne A Volta ao Mundo em Oitenta Dias, escrita em 1872.
- Georges, criado por Agatha Christie nos livros de Hercule Poirot.
- Leporello, valet de Don Giovanni na ópera de Mozart.